# Molophilus (Molophilus) subexemptus
Molophilus (Molophilus) subexemptus is een tweevleugelige uit de familie steltmuggen (Limoniidae). De soort komt voor in het Neotropisch gebied.